# Bergauf-Bergab
Bergauf-Bergab ist die Bergsteiger-Sendung im BR Fernsehen, die aktuell jeweils sonntags von 18.45 Uhr bis 19.15 Uhr im wöchentlichen Wechsel mit dem BR-Magazin freizeit ausgestrahlt wird. Die Sendung berichtet im Winter meist vom Skifahren und Skitourengehen, im Sommer meist vom Bergsteigen und Bergwandern. Überwiegend wird aus den Alpen berichtet. Gelegentlich berichtet die Sendung auch über Berge und Gebirge in fernen Ländern. Für die einzelnen Bergtouren, über die in Bergauf-Bergab berichtet wird, begibt sich in der Regel ein Bergsteigerteam mit Kamera auf die verschiedenen Touren und begleitet die Tour von Anfang bis Ende.
Die Sendung Bergauf-Bergab hat seit 1975 einen festen Sendeplatz im Bayerischen Fernsehen und zählt zu den ältesten Sendeformaten in den Programmen des Bayerischen Rundfunks. Sie wurde initiiert und ursprünglich moderiert sowie redaktionell betreut von Hermann Magerer. Seit Mai 1998 moderierte Michael Pause die Sendung. Er war zugleich Verantwortlicher für die Bergsteiger-Redaktion im BR Fernsehen. Im Jahr 2011 lief die 555. Ausgabe der Sendung. Zum 40. Jahrestag strahlte das BR Fernsehen im September 2015 eine Sendung mit Rückblicken aus. Ab April 2018 übernahm Michael Düchs die Moderation und Redaktion von Bergauf-Bergab von Michael Pause, der in den Ruhestand ging.